# Aleksej Fëdorovič Merzljakov
Aleksej Fëdorovič Merzljakov (in russo Алексе́й Фёдорович Мерзляко́в?; Dalmatovo, 22 marzo 1778 – Mosca, 7 agosto 1830) è stato un poeta e critico letterario russo.

## Biografia
Aleksej Fëdorovič Merzljakov fu un poeta e un critico letterario russo, nato a Dalmatovo, nella Siberia sudoccidentale in una famiglia di mercanti e pronipote del ministro monastico Vasilij Michajlov.
Quando ancora era studente a Perm' si mise in evidenza con poesie influenzate dal classicismo e dai primi segnali di sentimentalismo, tra le quali Un'Ode alla pace con gli svedesi (Ода на заключение мира со шведами), che l'imperatrice Caterina II di Russia ordinò di pubblicare in un giornale dell'Accademia delle scienze e invitò il giovane Merzljakov a San Pietroburgo o a Mosca per proseguire i suoi studi.
Fu cofondatore e membro autorevole della "Società amichevole letteraria" ("Družeskoe literaturnoe obščestvo"), di cui Vasilij Andreevič Žukovskij risultò l'animatore sentimentalista, anche se Merzljakov conservò la sua aderenza al classicismo, riscuotendo consensi con le sue romanze, con le sue imitazioni e traduzioni di poeti greci e latini (Pindaro, Virgilio, Teocrito, Bione, Orazio, Omero, Saffo, Tibullo, Properzio, Euripide, Sofocle ed Eschilo).
Tra i partecipanti alla "Società amichevole letteraria", di cui Merzljakov si dimostrò un organizzatore, un teorico e un professore, si può menzionare il poeta Fëdor Ivanovič Tjutčev.
Merzljakov effettuò corsi di lezioni in letteratura all'Università statale di Mosca, grazie al successo ottenuto con il poema In mezzo alla valle piatta (1810), una poesia popolare, che in seguito divenne una storia d'amore popolare, oltre che dal 1812, un corso di letteratura pubblica con l'obiettivo di aiutare uomini e donne desiderosi di conoscere la letteratura, ma che non potevano frequentare l'università o altre classi di studio.
Come insegnante Merzljakov si distinse per la grande erudizione e per le tendenze educative progressiste. Era rispettoso verso i suoi studenti e alle punizioni corporali preferiva premiare i loro progressi con regali o selezionando il buon lavoro di uno studente per una
mostra.
Merzljakov fu anche l'insegnante privato, tra gli altri, di Ivan Surikov e di Michail Jur'evič Lermontov.
La sua attività di traduttore la svolse assieme a quella di critico letterario e di teorico di estetica, ascoltato ma non sempre seguito.
Lui stesso definì il suo sistema di critica «basato sul cuore», seguendo i princìpi del sentimentalismo.
Merzljakov è considerato un personaggio importante della vita letteraria della prima parte del XIX secolo, grazie alle sue indicazioni di richiamarsi alle fonti originarie del classicismo, che ha diffuso presso il pubblico russo, con opere quali Dramma e traduzione da poeti greci e latini (Podraianija i perevoda iz greceskich i latinskich stichotvorcev, 1825-1826) o con le numerose traduzioni di classici.
Nel 1815, Merzljakov sposò Ljubov' Vasil'evna Smirnova, con la quale ebbe quattro figli.

## Poesie
- Tra la valle simile... (Среди долины ровныя…);
- Non ho pensato a nulla tranne alla luce del tužit... (Я не думала ни о чём в свете тужить…);
- Ricci non rossetti... (Не липочка кудрявая…);
- Un povero uccellino volò nella valle... (Вылетала бедна пташка на долину…);
- Oh, cosa sei, mio caro... (Ах, что ж ты, голубчик…);
- Dai sopraccigli neri, dagli occhi neri... (Чернобровый, черноглазый…);
- Sentimenti nella separazione (cosa non è una ragazza nella camera...) (Чувства в разлуке (Что не девица во тереме своем…));
- Elegia rurale (cosa dovrei fare nel mio grave destino?) (Сельская элегия (Что мне делать в тяжкой участи своей?));
- Ah, la bella ragazza... (Ах, девица-красавица…)
- In attesa (Peccato che una ragazza aspetti un amico...) (Ожидание (Тошно девице ждать мила друга…));
- Usignolo (Perché voli, usignolo, nei giardini?) (Соловушко (Для чего летишь, соловушко, к садам?));
- Sotto la betulla, dove la chiave trasparente è rumorosa... (Под березой, где прозрачный ключ шумит…);
- Mio amico silenzioso, vengo da te di nuovo... (Мой безмолвный друг, опять к тебе иду…);
- Bambino, indossando un elmetto, richiesto (Малютка, шлем нося, просил (музыка А. Д. Жилина)).